# Bellamypark
Het Bellamypark is een plein en voormalig park in de binnenstad van Vlissingen, in de Nederlandse provincie Zeeland. Het bevindt zich op de locatie van een voormalige haven. Door de eeuwen heen veranderde het gebied van een getijdenhaven tot een openbaar stadsplein met parkachtige elementen. Het plein is vernoemd naar de Vlissingse dichter Jacobus Bellamy en heeft sindsdien verschillende functies gekend, waaronder die van aanmeerplaats, parkeerterrein en evenementenlocatie.

## Ligging
Het plein ligt in het havengebied van Vlissingen, op korte afstand van de boulevard langs de Westerschelde. Het wordt omsloten door het De Ruyterplein, de Beursstraat, het Beursplein, de Nieuwendijk, Groenewoude, Nieuwstraat, Smallekade, Breestraat, Spuistraat en de Kerkstraat. De omgeving bestaat voornamelijk uit historische bebouwing en horecagelegenheden. Met een oppervlakte van ruim 2,5 hectare is het plein een belangrijke openbare ruimte in de binnenstad.

## Geschiedenis

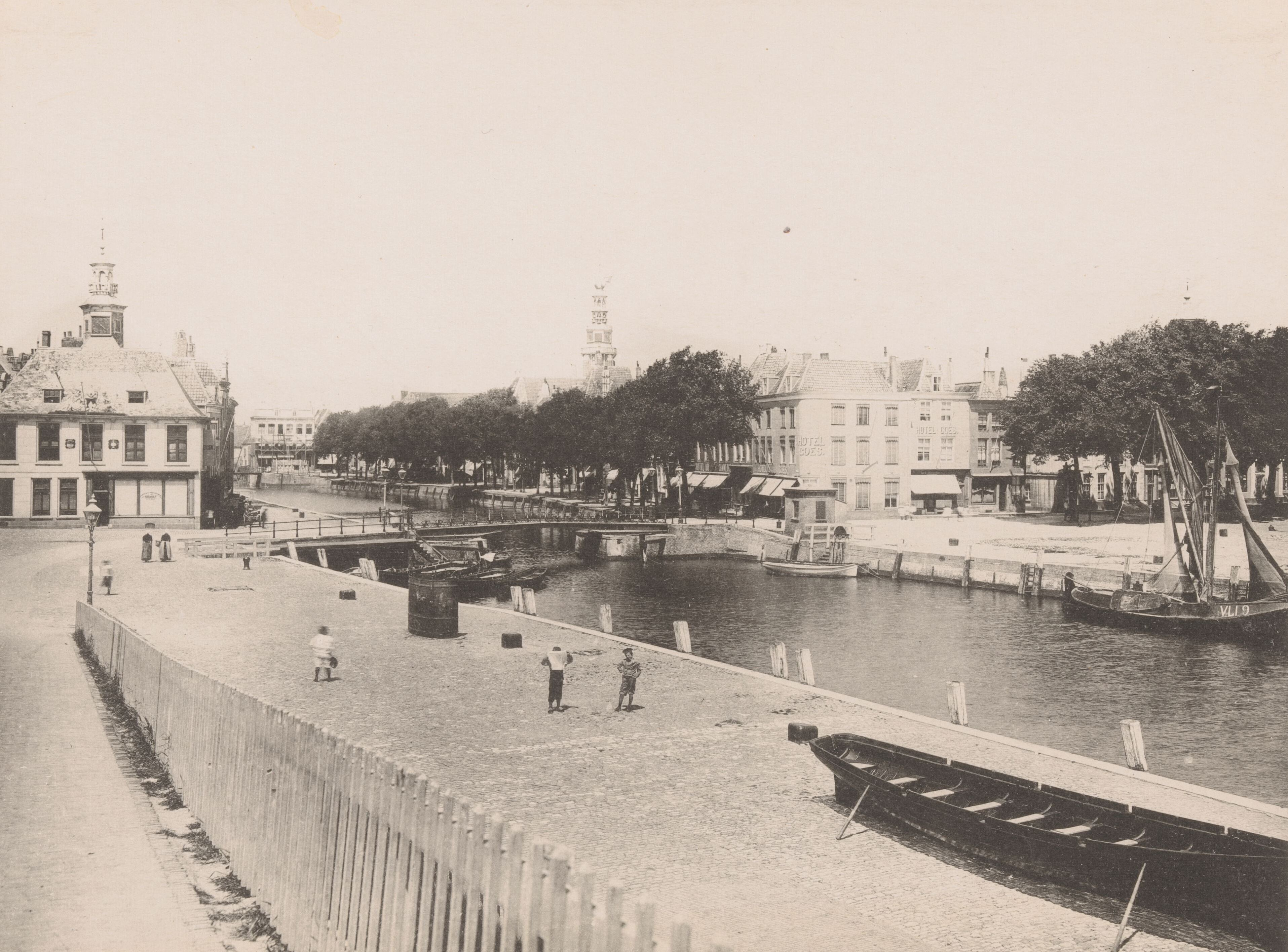
Zicht op het Beursplein en de voormalige haven

### Oude haven
De oudste haven van Vlissingen ontstond aan een getijdenkreek, maar verzandde in de loop der tijd. Omstreeks 1315 liet graaf Willem III dichter bij de Westerschelde een nieuwe haven aanleggen. Deze nieuwe aanleg, bekend als de Oude Haven, bestond uit meerdere afzonderlijke havenarmen, waaronder de Koopmanshaven, die zich grotendeels bevond op de locatie van het huidige Bellamypark. Het gebied diende als aanlegplaats, waarbij schepen aanmeerden langs de kades voor de aangrenzende bebouwing. Verschillende onderdelen, zoals de Bierkade, Kaaskade en Bellamykade, maakten deel uit van dit havencomplex. Ter hoogte van het huidige Beursplein lag de Beursbrug, die beide stadsdelen met elkaar verbond; deze brug is later verwijderd. In de loop der tijd raakten de havenarmen vervuild, onder meer doordat zij dienst deden als open riolen, wat leidde tot klachten over stankoverlast en gezondheidsrisico’s. Ook overstromingen veroorzaakten herhaaldelijk wateroverlast.

### Demping en bestemmingswijziging
Rond januari 1909 startte de demping van de Bellamykade en in maart de Kaaskade, onderdeel van plannen voor een nieuw rioolstelsel. De kades werden aangevuld met zand, deels via spuittechnieken en deels met grond uit een tijdelijke dam. Na afronding in 1909 ontstond op het opgevulde terrein een parkeerterrein en een parkje met wandelpaden en beplanting.
Tegelijkertijd werd in april 1909 besloten de naam Bellamypark formeel te erkennen. Het plein is vernoemd naar Jacobus Bellamy (1757–1786), een dichter die een rol speelde in de ontwikkeling van het culturele klimaat in Vlissingen. Bellamy en zijn tijdgenote Betje Wolff waren actief in het opzetten van leesgezelschappen, waaronder het Zeeuwsch Genootschap der Wetenschappen in 1769.
In 1912 opende de Vlissingse Openbare Bibliotheek aan het Bellamypark.

### Tweede Wereldoorlog
Op 4 april 1941 verzocht de Havencommandant van Vlissingen om de bouw van een waterreservoir op het plein, bedoeld voor extra bluswater. Dit reservoir, gevuld met zeewater via het riool, bleef tijdens de oorlog in gebruik en raakte in de decennia erna buiten gebruik. Bij de herinrichting van het plein in juni 2010 werd een deel van de brandwaterkelder gesloopt.

## Herinrichting
In 2008 presenteerde de gemeente Vlissingen een visie voor herinrichting van het Bellamypark. Het doel was het creëren van een openbare ruimte met zowel park- als pleinkenmerken, geschikt voor recreatie en evenementen. In het ontwerp werd aansluiting gezocht bij het maritieme verleden van het plein. In augustus 2011 startte de werkzaamheden, waaronder de aansluiting van de Smalle Kade en Spuistraat op het plein, de aanleg van goten en gekleurd asfalt, en de realisatie van verplaatsbare podiumonderdelen en zitelementen. De herinrichting werd op 21 april 2012 officieel geopend.

## Monumenten en gedenktekens

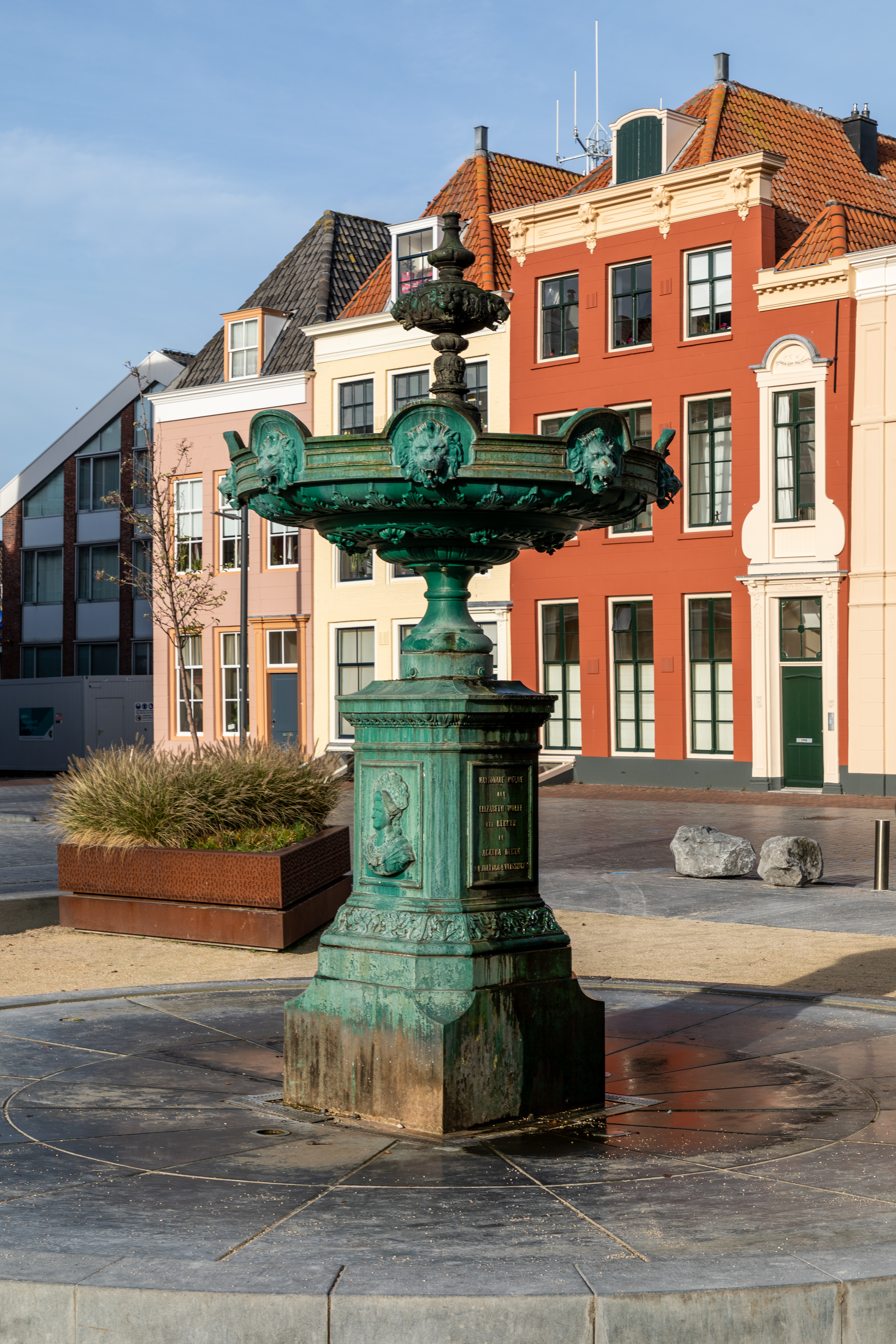
De fontein ter nagedachtenis aan Betje Wolff en Aagje Deken

Op het Bellamypark bevindt zich een bronzen fontein ter ere van de schrijfsters Betje Wolff en Aagje Deken. Het monument werd oorspronkelijk in 1884 onthuld op het Betje Wolffplein, maar kreeg na restauratie een prominente plaats op het vernieuwde Bellamypark tijdens de herinrichting rond 2012.
In de bestrating op de hoek van het Bellamypark en de Breestraat, tegenover de panden Bellamypark 35–37, lag een ronde zwarte granieten steen met het jaartal 1572. Deze zogeheten 'galgesteen' herinnert aan de terechtstelling van Don Pedro Pachieco na de inname van Vlissingen door de geuzen in 1572. De oorspronkelijke steen werd tijdens de renovatiewerkzaamheden verwijderd; in 2012 werd een nieuwe gedenksteen vlak bij dezelfde locatie geplaatst.

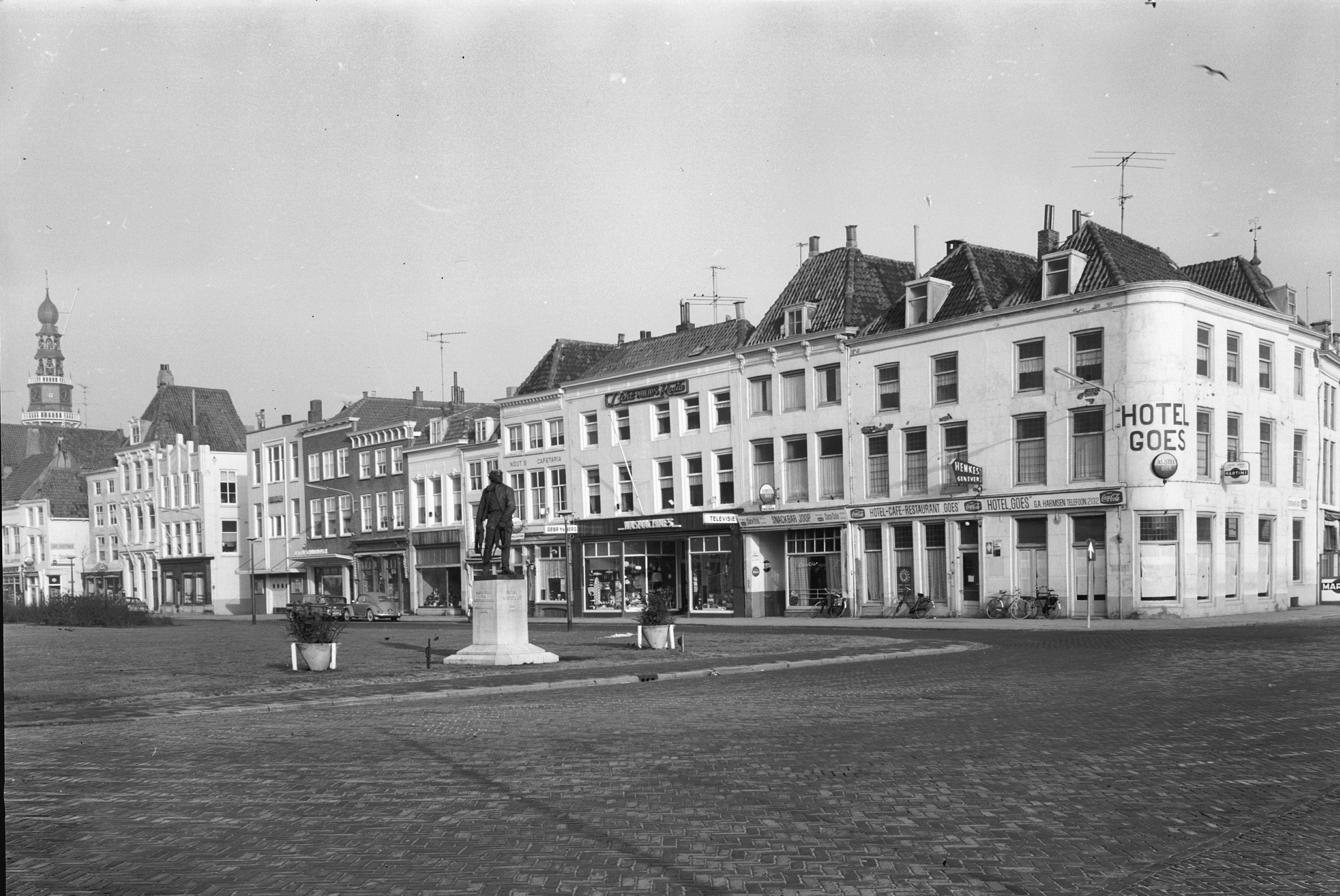
Bellamypark, november 1963, met het standbeeld van Frans Naerebout en rechts Hotel Goes

Sinds 2014 staat op het Bellamypark het standbeeld Dichter in het park, een kunstwerk ter ere van Jacobus Bellamy, de dichter naar wie het plein is vernoemd. Eerder stond op het plein ook het standbeeld van Frans Naerebout, dat in 1952 werd geplaatst, maar later is verplaatst naar Boulevard De Ruyter.

## Historische panden
Het plein wordt gekenmerkt door historische bebouwing. Verspreid over het plein bevinden zich meerdere panden van cultuurhistorische waarde, waarvan een aantal is aangewezen als rijksmonument. De gebouwen variëren in ouderdom en stijl, van panden met 16e-eeuwse bouwkernen tot 19e-eeuwse gevels in neorenaissance of eclectische stijl.
Enkele opvallende voorbeelden zijn Bellamypark 19, een pand uit 1881 in neorenaissancestijl dat van 1923 tot 2000 dienst deed als locatie van het Stedelijk Museum Vlissingen. De panden Bellamypark 31 tot en met 37, waarin Reptielenzoo Iguana is gevestigd, staan op de plek van het voormalige stads- en gevangenhuis. Een ander gebouw is Bellamypark 54, een voormalige schoenfabriek en winkelwoning uit 1897 in eclectische stijl.